# Субальпійські луки Центрального хребта
Субальпійські луки Центрального хребта (ідентифікатор WWF: AA1002) — австралазійський екорегіон гірських луків та чагарників, розташований на Новій Гвінеї.

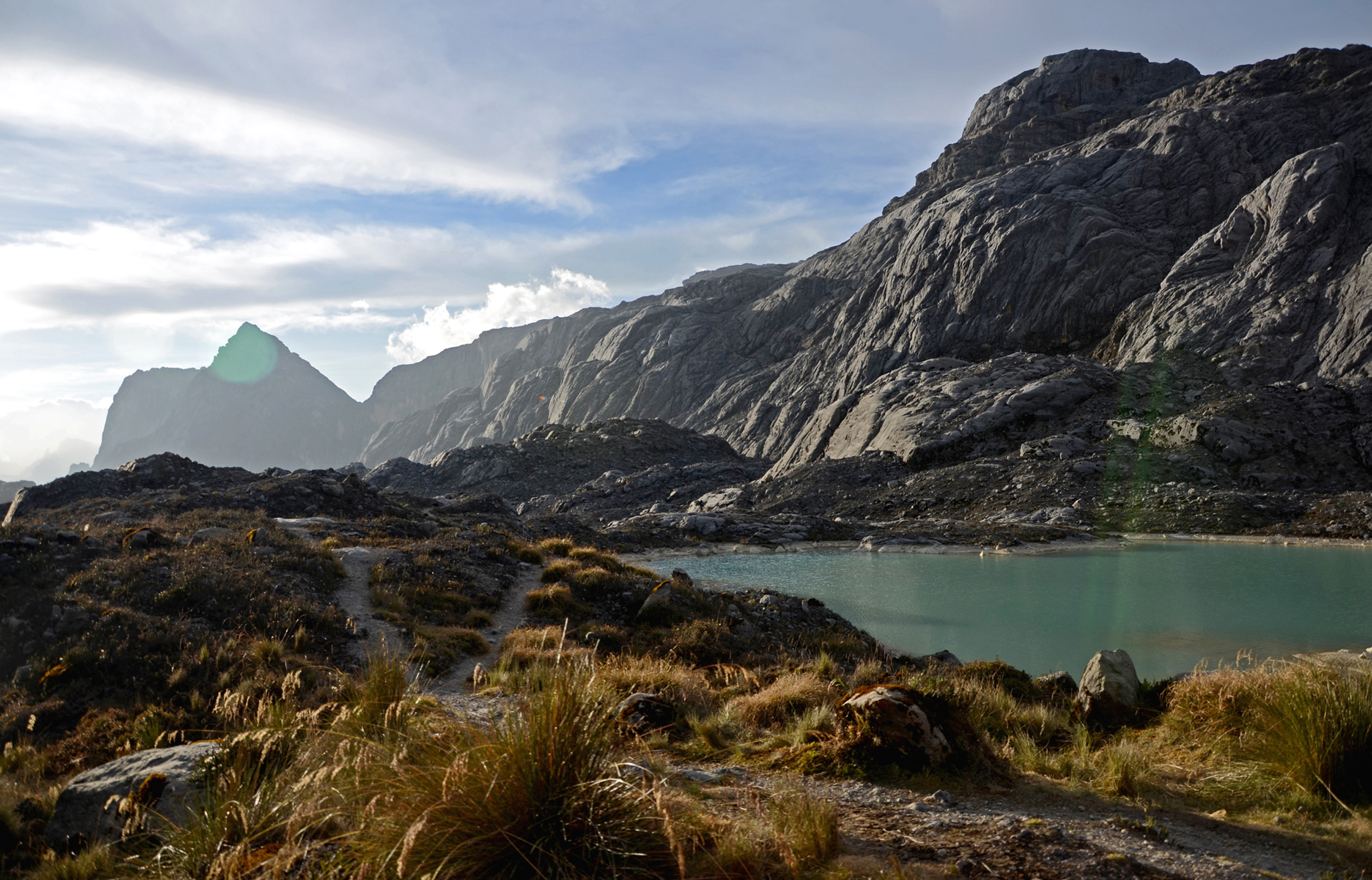
Високогір'я гір Джаявіджая

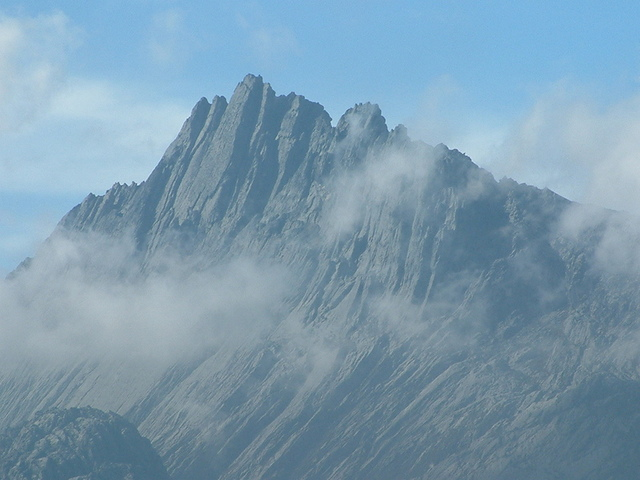
Гора Пунчак-Джая

## Географія
Екорегіон субальпійських луків Центрального хребта охоплює найвищі високогір'я Нової Гвінеї — другого за площею острова світу, розділеного між Індонезією та Папуа Новою Гвінеєю. Більшість ділянок екорегіону розташовані в горах Центрального хребта, що простягаються на 1950 км із заходу на схід через більшу частину острова, зокрема в горах Маоке або Снігових горах в Індонезії, в Зоряних горах на кордоні Індонезії та Папуа Нової Гвінеї та в горах Бісмарка і Оуен-Стенлі в Папуа Новій Гвінеї. Невеликі ділянки екорегіону є також в горах Фіністерре та Сарувагед на півострові Гуон, який розташований на північному сході Нової Гвінеї. Ці високогірні ділянки екологічно ізольовані одна від одної просторами гірських лісів, що сприяє еволюції альпійських рослин і тварин, унікальних для кожної вершини.
Найвищою вершиною екорегіону є гора Пунчак-Джая заввишки 4884 м. Ця гора розташована в хребті Судірман, на заході Снігових гір, і є не лише найвищою горою Нової Гвінеї, але й найвищою горою Індонезії, найвищою вершиною Австралазії та всього простору між Гімалаями і Андами, а також найвищою вершиною острова у світі. Незважаючи на те, що гора розташована поблизу екватора, на її схилах лежать гірські льодовики. Серед найвищих вершин регіону слід відзначити пік Сумантрі заввишки 4870 м, гору Нгга-Пулу заввишки 4862 м, а також гору Вільгельм, найвищу вершину Папуа Нової Гвінеї заввишки 4509 м. На висоті нижче 3000 м над рівнем моря субальпійські луки екорегіону переходять у гірські дощові ліси Центрального хребта, гірські дощові ліси півострова Гуон та у дощові ліси південного сходу Нової Гвінеї.

## Клімат
На більшій частині екорегіону переважає тундровий клімат (ET за класифікацією кліматів Кеппена), а на низьких висотах — високогірний субтропічний клімат (Cfb за класифікацією Кеппена). Протяжність Центрального хребта Нової Гвінеї із заходу на схід призводить до того, що ці гори вловлюють перемінні мусонні дощі протягом всього року. Це робить екорегіон субальпійських луків Центрального хребта одним з найбільш вологих тропічних альпійських екорегіонів у світі.

## Флора
В межах екорегіону зустрічаються різноманітні рослинні угруповання, зокрема субальпійські та альпійські луки і чагарники, вересові пустища, купинні луки та верхові і торфові болота. Їх розподіл залежить від висоти над рівнем моря, кількості опадів, експозиції та ґрунтів. Альпійські екосистеми Нової Гвінеї протягом минулих епох неодноразово переміщувалися вверх та вниз по схилах внаслідок змін клімату, опускаючись нижче під час прохолодних та сухих льодовикових періодів та підіймаючись під час періодів потепління. Загалом в екорегіоні зареєстровано близько 2100 видів рослин, деякі з яких мають спорідненість з альпійською флорою Гімалаїв, а інші — з флорою Південної Гондвани та Австралазії.
На найнижчих висотах екорегіону зустрічаються високогірні хвойні ліси, у яких переважають папуаські кедри (Papuacedrus papuana) та різні види ногоплідників (Podocarpus spp.), дакрикарпусів (Dacrycarpus spp.) і дакридіумів (Dacrydium spp.), а також деякі широколистяні дерева з родини Миртові (Myrtaceae). Ці ліси характеризуються тонким, низьким лісовим наметом та густим підліском. Хоча верхня межа лісу в горах Нової Гвінеї зазвичай розташована на висоті 3000 м над рівнем моря, однак подекуди гірські ліси зустрічаються на висоті до 3800 м над рівнем моря.
Вище верхньої межі лісу поширені субальпійські чагарники рододендрону (Rhododendron spp.), чорниці (Vaccinium spp.), копросми (Coprosma spp.), мірсини (Myrsine spp.) та саураї (Saurauia spp.), савани, у яких домінують деревоподібні папороті ціатеї (Cyathea spp.), а також субальпійські луки та болота. На межі з альпійською зоною поширені невисокі чагарники та купинні луки, на яких домінує дернистий щучник (Deschampsia cespitosa).
На висоті понад 4000 м над рівнем моря в горах Нової Гвінеї поширені альпійські луки, на яких переважають невисокі трави, зокрема різні види жовтця (Ranunculus spp.), перстача (Potentilla spp.), тирлича (Gentiana spp.) та зноту (Epilobium spp.), злаки, зокрема різні види тонконога (Poa spp.) та щучника (Deschampsia spp.), а також папороті, мохи й лишайники. Розеткові та подушкоподібні рослини, невисокі папороті, мохи та лишайники стають більш поширеними з висотою і замінюють трави на висоті понад 4300 м над рівнем моря. На найвищих гірських вершинах Нової Гвінеї зустрічаються гірські льодовики, сніжники та голі скелі.

## Фауна
У субальпійських та альпійських високогір'ях Нової Гвінеї зустрічається близько 25 видів ссавців — передусім сумчастих, дрібних гризунів та рукокрилих. Значна частина з них є ендеміками екорегіону або майже ендемічними його представниками, які також зустрічаються в гірських лісах на більш низьких висотах.
Серед майже ендемічних ссавців, поширених в екорегіоні, слід відзначити дінгісо (Dendrolagus mbaiso), гірського лісового валлабі (Thylogale lanatus), довгохвостого поссума (Cercartetus caudatus), мідного кільчастохвостого поссума (Pseudochirops cupreus), хаббемську сумчасту куницю (Micromurexia habbema), плямисту сумчасту мишу (Neophascogale lorentzii), смугастого бандикута (Microperoryctes longicauda), бандикута Раффрея (Peroryctes raffrayana), західного новогвінейського гірського пацюка (Rattus arrogans), гілувійського пацюка (Rattus giluwensis), західного гірського мохового щура (Mirzamys louiseae), східного гірського мохового щура (Mirzamys norahae), субальпійського волохатого щура (Mallomys istapantap), високогірну чагарникову мишу (Abeomelomys sevia), чагарникову мишу Шоу Майєра (Coccymys shawmayeri), чагарникову мишу Рюммлера (Coccymys ruemmleri), плямистохвосту землерийкомишу (Pseudohydromys fuscus), новогвінейського молоса (Austronomus kuboriensis) та папуанську проєхидну (Zaglossus bartoni).
Ендеміками екорегіону є альпійські валлабі (Thylogale calabyi), льодовикові пацюки (Rattus richardsoni), пацюки Аріануса (Rattus omichlodes), альпійські волохаті щури (Mallomys gunung), гірські водяні щури (Baiyankamys habbema) та білозубі чагарникові миші (Coccymys albidens). Крім того, у альпійських та субальпійських високогір'ях Нової Гвінеї мешкають ендемічні новогвінейські співочі собаки (Canis lupus hallstromi) — дикі собаки, спорідені з австралійськими динго.
Орнітофауна екорегіону нараховує близько 80 видів птахів. Серед майже ендемічних птахів, які окрім субальпійських та альпійських високогір'їв Нової Гвінеї, зустрічаються також в лісах на більш низьких висотах, слід відзначити середнього папугу-бронзоголова (Psittacella picta), малого папугу-бронзоголова (Psittacella madaraszi), зеленоволого папугу-бронзоголова (Psittacella madaraszi), золотощокого медолюба (Oreornis chrysogenys), новогвінейського медвянця (Macgregoria pulchra), червоношию медовичку (Myzomela rosenbergii), чорногорлого медника (Caligavis subfrenata), великого смужника (Ptiloprora perstriata), чубатого ягодоїда (Paramythia montium), оливкового ягодоїда (Paramythia olivacea), високогірного свистуна (Pachycephala lorentzi), буроспинного свистуна (Pachycephala modesta), сірочереву віялохвістку (Rhipidura albolimbata), новогвінейську скунду (Grallina bruijnii), вогнисту лорію (Cnemophilus macgregorii), віялохвостого фруктоїда (Melanocharis versteri), лісового тоутоваї (Petroica bivittata), білокрилого корольця-чернеця (Peneothello sigillata), іфриту (Ifrita kowaldi) та гірську амадину (Oreostruthus fuliginosus)
Ендеміками екорегіону є новогвінейські перепілки (Synoicus monorthonyx), золотощокі медолюби (Oreornis chrysogenys), довгобороді медвянці (Melionyx princeps), короткобороді медвянці (Melionyx nouhuysi), скельні тоутоваї (Petroica archboldi), новогвінейські щеврики (Anthus gutturalis), гірські мунії (Lonchura montana) та альпійські мунії (Lonchura monticola).
Герпетофауна екорегіону також включає низку ендемічних видів. Серед ендемічних плазунів, поширених у прохолодних високогір'ях Нової Гвінеї, слід відзначити новогвінейського субальпійського сцинка (Alpinoscincus subalpinus), новогвінейського альпійського сцинка (Alpinoscincus alpinus), льодовикового хмарного сцинка (Nubeoscincus glacialis), зоряного хмарного сцинка (Nubeoscincus stellaris) та струнку лобулію (Lobulia elegans), а серед амфібій — новогвінейську гірську вузькопалу райку (Sphenophryne stenodactyla), новогвінейську райку Скретчлі (Aphantophryne pansa) та новогвінейську альпійську райку (Choerophryne alpestris).

## Збереження
Оцінка 2017 року показала, що 6031 км², або 39 % екорегіону, є заповідними територіями. Природоохоронні території включають: Національний парк Лоренц, Природний заповідник Енароталі, Природний заповідник гір Вейланд та Природний заповідник гір Джаявіджая в Індонезії, а також Національний парк гори Вільгельм та Заповідну зону YUS в Папуа Новій Гвінеї.